# Weinreben-Prachtkäfer
Der Weinreben-Prachtkäfer, auch Starkbehaarter Schmal-Prachtkäfer, (Agrilus derasofasciatus, Synonym: Agrilus angustulus Gory & Laporte, 1837)  ist ein Käfer aus der Familie der Prachtkäfer und der Unterfamilie der Agrilinae. Der Käfer gehört zu der großen Gattung Agrilus, die in Europa durch über siebzig größtenteils schwer zu unterscheidende Arten vertreten ist. Er entwickelt sich in der Weinrebe.
Der Artname derasofasciatus (lat. derāsus: abgerieben, und fasciātus: gebändert) weist auf den durch fehlende Behaarung dunkler erscheinenden Querstreifen auf den Flügeldecken hin.

## Merkmale des Käfers
Der schlanke, nach hinten zugespitzte Körper wird 4,5 bis 5 Millimeter lang. Der Käfer ist olivgrün bis bronzegrün, selten dunkelblau oder schwarz. Er besitzt eine helle Körperbehaarung, die Art kann
leicht mit den mitteleuropäischen Arten Agrilus olivicolor, Agrilus curtulus und Agrilus graminis sowie weiteren europäischen Arten verwechselt werden. 
Der Kopf ist kurz und senkrecht zur Körperachse nach unten geneigt. Die Stirn ist deutlich gefurcht.  Die großen Augen erreichen fast den Vorderrand des Halsschilds.  Die elfgliedrigen Fühler sind vor dem Unterrand der Augen eingelenkt. Beim Weibchen sind die Fühler gestreckter und schärfer gesägt als bei den Weibchen von Agrilus olivicolor. 
Der Halsschild ist doppelt gerandet. Neben dem Hinterwinkel entspringt ein Kiel, der nach unten gebogen seitlich vor Erreichen der halben Länge erlischt. Der Vorderrand des Halsschilds ist weniger stark geschwungen als bei Agrilus graminis.
Die  Flügeldecken sind über den Schultern gemessen mehr als drei Mal so lang wie breit und damit schlanker als bei Agrilus litura. Die innen gelegene Hälfte der Flügeldecke ist mit abgeplatteten Schuppenhaaren hell behaart, hinter der Mitte ist die Behaarung unterbrochen. Dies erweckt den Eindruck eines dunklen Querbands (Bild dazu unter Weblinks).
Die Beine sind zierlich. Beim Männchen ist das fünfte Sternit längs flach eingedrückt. Die Randfurche des letzten Sternits ist an der Spitze nach innen gebogen. Die Hinterhüften des Männchens tragen Haarbüschel. Die Tarsen sind alle fünfgliedrig.

## Biologie
Die Larven entwickeln sich in abgestorbenen Rebenästen. Die monophage Art ist auf die Weinrebe beschränkt, vermutlich entwickelt sie sich auch in Vitis vinivera sylvestris. Zwar werden weitere Wirtspflanzen genannt, doch besteht dabei die Gefahr, dass die Art mit einer ähnlichen Art verwechselt wurde. 
Unter der Rinde abgestorbener oder absterbender Zweige erzeugt die Larve gewundene Fraßgänge und füllt sie mit feinem Bohrmehl. Zur Verpuppung geht die Larve tiefer ins Holz. Die Puppenwiege wird durch ein Loch mit annähernd halbrundem Querschnitt verlassen. Bei dichtem Befall liegen die Schlupflöcher nur wenige Zentimeter voneinander entfernt. 
Die Käfer erscheinen in Mitteleuropa von Mai bis August. Sie sind besonders in aufgelassenen Weinbergen auf sandigem Boden oder an Abbrüchen von Sandgruben zu finden. Aus Frankreich wird die Art aus Höhenlagen von der Küste bis zu niedrigen Gebirgen gemeldet. 
Die Käfer schädigen die Wirtspflanze durch Lochfraß in den Blättern, der jedoch wirtschaftlich nicht ins Gewicht fällt. 
Die Imagines versammeln sich oft gesellig auf den Blättern der Wirtspflanzen oder in der Nähe von solchen. Die Weibchen werden von den Männchen überfallartig angeflogen. Das Männchen landet auf dem Weibchen mit dem Kopf in Richtung auf dessen Körperende. Dann dreht es sich rasch. Es kommt innerhalb weniger Sekunden zur Kopulation. Kopulierende Weibchen bewegen sich relativ ungehindert. Kopulationen finden bis in die Abendstunden statt.

## Schaden und Schutz
Dass der Käfer die Blätter von Weinreben benagt, ist wirtschaftlich nicht relevant. Da die Larven nur sterbende und abgestorbene Zweige befallen, schädigen sie die für die Weingewinnung verwendeten Pflanzen nicht. Es handelt sich beim Weinreben-Prachtkäfer um eine seltene Art, die in Deutschland als stark gefährdet eingestuft wird. Als Schutzmaßnahmen wird der Erhalt der Lebensräume bei bekannten Vorkommen empfohlen. Bei Entbuschungsmaßnahmen sollten verwilderte Weinreben erhalten bleiben.

## Verbreitung
Die Verbreitung der Art ist durch die Verbreitung der Weinrebe beschränkt. In Mitteleuropa ist der Käfer eher selten zu finden, in Südeuropa häufig. Im Osten reicht das Verbreitungsgebiet bis nach Südrussland, den Kaukasus und Kleinasien, im Westen bis Frankreich und zur Iberischen Halbinsel, nördlich bis Deutschland und Polen. Dabei verläuft die nördliche Verbreitungsgrenze durch Rheinland-Pfalz, wo das Vorkommen auf Wärmestellen beschränkt ist. Außerdem ist die Art in Afrika und Nordamerika zu finden.